# 鞣花酸
鞣花酸（Ellagic acid）是存在于众多水果和蔬菜中的天然酚类抗氧化剂，包括黑莓、草莓、石榴、枸杞、覆盆子、白橡實、蔓越莓、山核桃等植物。鞣花酸的抗增生和抗氧化特性，刺激了对鞣花酸潜在价值的研究。

## 发现历史
植物可自体生成鞣花酸，并将其转化为鞣花丹宁。这些苷类易水解，当植物体被食用后易再生为鞣花酸。草莓、覆盆子、蔓越莓和葡萄内鞣花酸的含量较高。
化学家米歇尔·欧仁·切维尔（Michel Eugène Cheverul）在橡木虫瘿中首次发现了鞣花酸。1831年，亨利·布拉科诺（Henri Braconnot）进行了更深入的研究。

## 生理作用

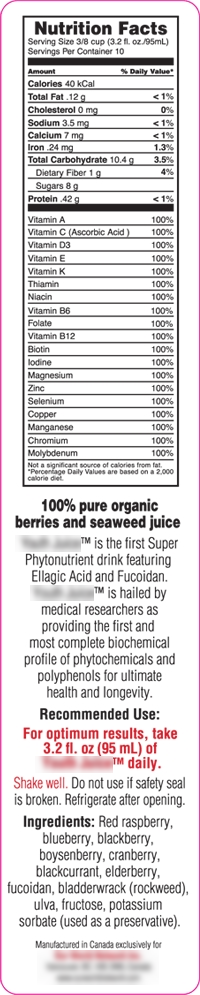
饮料广告上的营养成分表，标示其多酚类化合物及鞣花酸的含量

鞣花酸在大量体外组织及小动物模型中都具有抗增生和抗氧化的性质。 鞣花酸的抗增生性是由于它能直接抑制某些致癌物与DNA结合，包括亚硝胺 和多环芳香烃。与其他多酚类抗氧化剂一样，鞣花酸通过降低氧化应激，对细胞起到化学保护的作用。 但其可被茶叶中的儿茶素拮抗。
鞣花酸的这些特性有应用于人类健康的可能。2010年报道了一个关于其潜在药用价值的小实验。其对19名颈内动脉狭窄患者进行了一个小型的随机对照实验，发现鞣花酸含量较高的石榴汁似乎具有降低血压及降低颈动脉壁厚度的作用。 2005年对48名接受化疗的前列腺癌患者进行了对照研究，发现补充鞣花酸可缓解化疗造成的中性粒细胞减少（虽然在实验组和对照组中都没有重症中性粒细胞减少的病例）。但在该试验中，鞣花酸并不能提高前列腺癌患者的生存率。
虽然仅有非常初步的证据支持鞣花酸对人体的益处，但鞣花酸已被作为一种防癌，防心脏病及其他疾病的保健品进行销售。所以美国食品药品监督管理局已将其确定为“消费者应该规避的假癌症药物”。 许多美国保健品销售商已收到美国食品药品监督管理局的警告信，称推广鞣花酸违反《联邦食品、药品及化妆品法》（Federal Food, Drug, and Cosmetic Act）。

## 扩展阅读
- 多酚类作为癌症的化学防治剂, J. Cell Biochem Suppl. 1995'22:169-80